# Małgorzata Bogdańska
Małgorzata Bogdańska (ur. 25 lutego 1962 w Otwocku) – polska aktorka teatralna i filmowa.

## Życiorys
W 1986 ukończyła studia na Wydziale Aktorskim PWSFTviT w Łodzi. Od 1986 jest aktorką Teatru Ochoty w Warszawie.
Wraz z mężem, reżyserem Markiem Koterskim, stworzyła Teatr w walizce. Dwa pierwsze przedstawienia teatru to Moja droga B. (na podstawie felietonów Krystyny Jandy) i Nie lubię pana, Panie Fellini.

## Filmografia
- 1978: Okruch lustra – obsada aktorska
- 1983: Adopcja jako „narzeczona” ojca Ani
- 1984: Przyspieszenie – obsada aktorska
- 1984: Alabama jako narkomanka
- 1986: Tulipan jako złodziejka na dworcu (odc. 2)
- 1986: Magia kina – obsada aktorska
- 1987: Opowieść Harleya jako Zosia „Szczękosia”
- 1987: Rzeka kłamstwa jako Sewercia, córka Serafina (odc. 5, 7)
- 1988: Czarodziej z Harlemu jako panna młoda
- 1988: Akwen Eldorado – obsada aktorska
- 1988–1990: W labiryncie jako Hania
- 1989: Sztuka kochania jako pacjentka Pasikonika
- 1993: Żywot człowieka rozbrojonego
- 1987, 1996–1997: Dom jako Magda, synowa Bawolików (odc. 12, 15, 19)
- 2004: Kryminalni jako Nika Lemańska (odc. 12)
- 2006: Wszyscy jesteśmy Chrystusami jako Beata Chałkowska-Miauczyńska, żona Adasia
- 2011: Układ Warszawski jako Aldona (odc. 7)
- 2011: Baby są jakieś inne jako Kobieta o Wielu Twarzach
- 2013: Blondynka jako „Trująca słodycz”, matka Marcina Fusa (odc. 18 i 19)
- 2017: Ojciec Mateusz jako Anna Cietrzew
- 2018: 7 uczuć jako Zosia Muszyńska
- 2018: M jak miłość jako matka Julki

## Nagrody i odznaczenia
- 2025: Brązowy Medal „Zasłużony Kulturze Gloria Artis” – Ministerstwo Kultury i Dziedzictwa Narodowego[5].
- 2017: Nagroda Literacka im. Leopolda Staffa za monodram „Nie lubię pana, Panie Fellini”[6].